# سیارک ۸۰۸

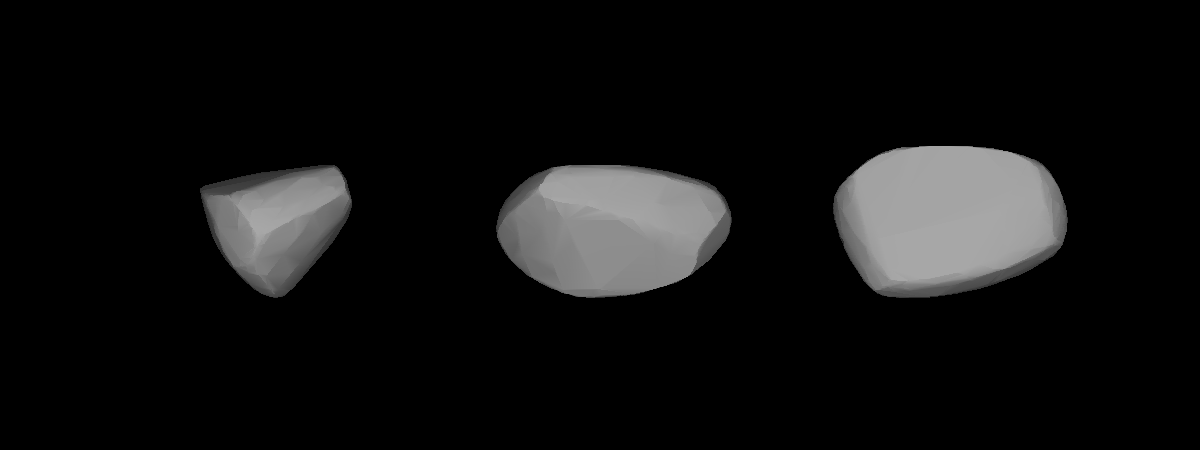
مدل سه‌بُعدی سیارک ۸۰۸ بر طبق منحنی نور آن

سیارک ۸۰۸ (به انگلیسی: 808 Merxia، نامگذاری:1901GY) هشتصد و هشتمین سیارک کشف شده‌است که در ۱۱ اکتبر ۱۹۰۱ و در هایدلبرگ کشف شد.
قدر مطلق سیارک برابر ۹٫۷۰ است.